# Constipatie
Constipatie of obstipatie, in de spreektaal ook wel verstopping of hardlijvigheid genoemd, is de medische term voor een vertraagde of moeizame defecatie (stoelgang). Gemiddeld heeft zo'n 15% van de bevolking er last van. Constipatie komt onder andere voor bij het prikkelbaredarmsyndroom.

## Oorzaken
- Een vernauwing in de darm.
- Verlamming van de darmspieren.
- Uitdroging van de ontlasting in de dikke darm, waardoor het te droog of te hard is geworden.
- Onvoldoende vezelrijk voedsel.
- Een psychosomatische oorzaak.
- Gebruik van opiaten (zoals morfine).
- Parasitaire infectie.
- Zwangerschap (door het zwangerschapshormoon progesteron)
- Anorexia nervosa/boulimia nervosa (kaliumtekort door overmatig gebruik van laxeermiddelen)
- Bijwerking van sommige medicijnen.

Er wordt onderscheid gemaakt tussen slow-transit obstipatie (waarbij de passage van de ontlasting in de darm vertraagd is) en anorectal outlet obstructie (waarbij de passage in de darm wel goed gaat, maar men de ontlasting bij aandrang niet of moeizaam kwijt kan raken).

## Gunstige voedingsgewoonten
- Elke dag een of twee glazen lauwwarm water drinken. Daarnaast is het belangrijk elke dag voldoende vocht te drinken: minimaal 1,5 liter per dag.
- Op vaste tijden naar het toilet gaan.
- Voldoende lichaamsbeweging.
- Geen chocolade, snoep, kaas, eieren en producten bereid uit witmeel eten.
- Rauwe, verse groente, bonen, linzen, erwten en sojabonen eten.
- Meer vezels eten: uit vers fruit, zilvervliesrijst, muesli, volkorenproducten, gedroogde abrikozen, vijgen, dadels, pruimen, ongezouten noten, enz. Ook kan het helpen aan de maaltijd een eetlepel tarwezemelen of psyllium toe te voegen, bijvoorbeeld door het dessert heen. Eventueel kunnen bij een broodmaaltijd extra enzymen worden geslikt (verkrijgbaar als voedingssupplement).
- Inname dierlijke vetten beperken.

Bij constipatie is het heilzaam goed op bovenstaande factoren te letten. Tegen constipatie kan men ook een laxeermiddel voorgeschreven krijgen, dit wordt zo beperkt als mogelijk gedaan opdat de darmwerking niet verder ontregelt. Zeker bij kleine kinderen zal het gebruik van laxeermiddelen zo lang mogelijk uitgesteld worden.

## Behandeling

### Laxeermiddelen
In het algemeen geldt dat men laxeermiddelen niet gedurende een lange tijd dient te gebruiken. Langdurig gebruik kan juist aanleiding geven tot het ontstaan van constipatie.
Bulkvormers en osmotisch werkende middelen kunnen sommige vormen van constipatie (bijvoorbeeld in geval van een megacolon) verslechteren.
- Bulkvormers: door vergroting van de hoeveelheid vezels in de darmen worden de darmen gestimuleerd.
  - Psyllium
  - Methylcellulose
  - Calciumpolycarbofil
- Osmotisch werkende middelen. Sorbitol en lactulose worden door bacteriën omgezet in stoffen (melkzuur en azijnzuur) die pH en osmolariteit veranderen, waardoor de darmen meer vocht vasthouden. De consistentie (stofeigenschap) van de ontlasting verbetert en de peristaltiek van de darmen wordt genormaliseerd. Bepaalde vruchten, PEG, macrogol en magnesium bevattende middelen werken eveneens osmotisch.
  - Vruchtenextracten zoals jujubes
  - Polyethyleenglycol (PEG oftewel macrogol) met elektrolyten
  - Sorbitol
  - Lactulose
  - Lactitol
  - Glycerol
  - Magnesiumcitraat, magnesiumoxide
- Stimulerende laxeermiddelen, bevorderen de vochtophoping in de darmen en stimuleren rechtstreeks bepaalde zenuwuiteinden in de darmen. Hierdoor verbetert de darmfunctie.
  - Bisacodyl
  - Senna
- Overige
  - Tegaserod
  - Lubiproston
  - Distigmine

### Bekkenfysiotherapie
Bekkenfysiotherapie kan worden ingezet bij constipatieklachten. Het type constipatie (slow-transit constipatie of outlet-obstructie constipatie) wordt in kaart gebracht. De therapie kan gericht zijn op advisering omtrent voeding en leefstijl, het creëren van inzicht in de darmwerking, en het stimuleren van de peristaltiek, het bevorderen van een juiste toilethouding en optimaal toiletgedrag. Wanneer er sprake blijkt van een disfunctie van de bekkenbodemspieren, wordt oefentherapie ingezet.

### Sacrale neuromodulatie
Sacrale neuromodulatie heeft bewezen een veilige en mogelijk effectieve therapie te zijn voor idiopathische obstipatie als conservatieve behandelingen niet werken of moeilijk te verdragen zijn.

## Trivia
- Verstopping komt op grote schaal voor, een op de drie personen heeft er weleens last van.
- Cafeïne heeft een stimulerend effect op de darmen. Een kop koffie kan dus stimulerend werken op de darmen. In tegenstelling tot wat vaak wordt beweerd, is koffie niet dehydrerend.
- Er hoeft geen sprake te zijn van verstopping als iemand niet elke dag ontlasting produceert. Sommige mensen hebben ‘slechts’ 3 à 4 maal per week ontlasting en voelen zich prima daarbij.
- Verstopping is niet leeftijdafhankelijk, het komt voor van jong tot oud.
- Vrouwen hebben gemiddeld genomen twee keer zo vaak last van constipatie als mannen. Ook komt het tijdens zwangerschap vaak voor.
- Diarree kan een gevolg zijn van verstopping. De dunne ontlasting loopt dan langs het geblokkeerde deel van de dikke darm.